# بادنة
البَادِنَةُ (الاسم العلمي: Obesumbacterium) هو جنس من الجراثيم يتبع فصيلة الأمعائيات من رتبة المعويات. يضمّ هذا الجنس نوعاً واحداً هو البَادِنَة المُتَقَلِّبَة (الاسم العلمي: Obesumbacterium proteus). والبادنات هي عُصَيَّات سالبة الغرام قصيرة وبدينة (0,8 – 2,0 × 1,5 – 100 مكم)، غير متحركة، تنمو خاصة في الجعة.